# Tômbua
Tômbua är en ort i Angola.   Den ligger i provinsen Namibe, i den sydvästra delen av landet, 800 kilometer söder om huvudstaden Luanda. Tômbua ligger 11 meter över havet och antalet invånare är 90 000.

## Terräng och klimat
Terrängen runt Tômbua är platt. Havet är nära Tômbua norrut. Det finns inga andra samhällen i närheten.
Trakten runt Tômbua är ofruktbar med lite eller ingen växtlighet. Runt Tômbua är det mycket glesbefolkat, med 2 invånare per kvadratkilometer.